# Ryang Man Gil
Ryang Man Gil (kor. 량만길, ur. 16 kwietnia 1941) – północnokoreański polityk i czterogwiazdkowy generał (kor. 대장) Koreańskiej Armii Ludowej. Ze względu na przynależność do najważniejszych gremiów politycznych Korei Północnej, uznawany za członka elity władzy KRLD.

## Kariera
Ryang Man Gil urodził się 16 kwietnia 1941 roku. Niewiele wiadomo na temat kariery partyjnej i urzędniczej Ryang Man Gila przed 1990 rokiem. Wtedy to, w lutym 1990 roku polityk został przewodniczącym Państwowej Komisji Planowania. Deputowany Najwyższego Zgromadzenia Ludowego KRLD, parlamentu KRLD, w X i XI kadencji (tj. od września 1998 do marca 2009 roku).
Od marca 1993 do maja 1994 roku szef Komisji Zarządzania Gospodarką w prowincji Hwanghae Północne. Podobne stanowisko objął w lutym 1996 roku w stolicy Korei Północnej, Pjongjangu. We wrześniu 1998 roku po raz pierwszy został przewodniczącym Komitetu Ludowego (lokalnego parlamentu) w Pjongjangu. Był nim bez przerwy do czerwca 2006 roku (następca: Pang Ch'ŏl Gap). Wtedy objął podobne stanowisko – został wiceprzewodniczącym Komitetu Ludowego w powiecie Mundŏk (prowincja P’yŏngan Południowy).
Obecnie, od lipca 2010 roku Ryang Man Gil po raz drugi jest przewodniczącym stołecznego Komitetu Ludowego (poprzednik: Pak Kwan O). Szefuje również Towarzystwu Przyjaźni Koreańsko-Laotańskiej (w tej roli w listopadzie 2010 zastąpił także Paka Kwan O). Podczas 3. Konferencji Partii Pracy Korei 28 września 2010 roku po raz pierwszy zasiadł w Komitecie Centralnym PPK. 
Po śmierci Kim Dzong Ila w grudniu 2011 roku, Ryang Man Gil znalazł się na 107. miejscu w 233-osobowym Komitecie Żałobnym. Świadczyło to o formalnej i faktycznej przynależności Ryang Man Gila do grona kierownictwa politycznego Koreańskiej Republiki Ludowo-Demokratycznej. Według specjalistów, miejsca na listach tego typu określały rangę polityka w hierarchii aparatu władzy.